# Armorial des communes des Pays-Bas
- il comporte peu ou pas de sources.
- certaines figures ne sont pas accompagnées de leur blasonnement.
- il reste des blasons à dessiner dans cet armorial.
- certaines figures sont encore dans un format bitmap et doivent être vectorisées.

Cet article présente les armoiries (figures et blasonnements) des communes des Pays-Bas classées par provinces.

## Brabant-Septentrional(Noord-Brabant)
| Image | Nom de la commune et blasonnement                 |
| ----- | ------------------------------------------------- |
|       | Aalburg                                           |
|       | Alphen-Chaam                                      |
|       | Asten                                             |
|       | Baarle-Nassau                                     |
|       | Bergeijk                                          |
|       | Berg-op-Zoom                                      |
|       | Bernheze                                          |
|       | Best                                              |
|       | Bladel                                            |
|       | Bois-le-Duc                                       |
|       | Boucle                                            |
|       | Boxmeer                                           |
|       | Boxtel                                            |
|       | Bréda                                             |
|       | Cranendonck                                       |
|       | Cuijk                                             |
|       | Deurne                                            |
|       | Dongen                                            |
|       | Drimmelen                                         |
|       | Eersel                                            |
|       | Eindhoven                                         |
|       | Etten-Leur                                        |
|       | Geldrop-Mierlo                                    |
|       | Gemert-Bakel                                      |
|       | Gilze en Rijen D'azur chargé de saint Pierre d'or |
|       | Goirle                                            |
|       | Grave                                             |
|       | Haaren                                            |
|       | Halderberge                                       |
|       | Heeze-Leende                                      |
|       | Helmond                                           |
|       | Heusden                                           |
|       | Hilvarenbeek                                      |
|       | Laarbeek                                          |
|       | Landerd                                           |
|       | Lith                                              |
|       | Loon op Zand                                      |
|       | Maasdonk                                          |
|       | Mill en Sint Hubert                               |
|       | Moerdijk                                          |
|       | Mont-Sainte-Gertrude                              |
|       | Nuenen, Gerwen en Nederwetten                     |
|       | Oirschot                                          |
|       | Oisterwijk                                        |
|       | Oosterhout                                        |
|       | Oss                                               |
|       | Reusel-De Mierden                                 |
|       | Rosendael                                         |
|       | Rucphen                                           |
|       | Saint-Michel-Gestel                               |
|       | Schijndel                                         |
|       | Sint Anthonis                                     |
|       | Sint-Oedenrode                                    |
|       | Someren                                           |
|       | Son en Breugel                                    |
|       | Steenbergen                                       |
|       | Tilbourg                                          |
|       | Uden                                              |
|       | Valkenswaard                                      |
|       | Veghel                                            |
|       | Veldhoven                                         |
|       | Vught                                             |
|       | Waalre                                            |
|       | Walwick                                           |
|       | Werkendam                                         |
|       | Woensdrecht                                       |
|       | Woudrichem                                        |
|       | Zundert                                           |

## Drenthe(Drenthe)
| Image | Nom de la commune et blasonnement |
| ----- | --------------------------------- |

## Frise(Fiesland)
| Image | Nom de la commune et blasonnement |
| ----- | --------------------------------- |

## Flevoland(Flevoland)
| Image | Nom de la commune et blasonnement |
| ----- | --------------------------------- |

## Groningue (province)(Groningen)
| Image | Nom de la commune et blasonnement |
| ----- | --------------------------------- |

## Gueldre (province)(Gelderland)
| Image | Nom de la commune et blasonnement |
| ----- | --------------------------------- |
|       | Aalten                            |
|       | Apeldoorn                         |
|       | Arnhem                            |
|       | Barneveld                         |
|       | Berg_en_Dal                       |
|       | Berkelland                        |
|       | Beuningen                         |
|       | Bronckhorst                       |
|       | Brummen                           |
|       | Buren                             |
|       | West_Betuwe                       |
|       | Culemborg                         |
|       | Doesburg                          |
|       | Doetinchem                        |
|       | Duiven                            |
|       | Druten                            |
|       | Ede                               |
|       | Epe                               |
|       | Elburg                            |
|       | Ermelo                            |
|       | Harderwijk                        |
|       | Hattem                            |
|       | Heerde                            |
|       | Heumen                            |
|       | Lochem                            |
|       | Maasdriel                         |
|       | Maurik                            |
|       | Montferland                       |
|       | Neder-Betuwe                      |
|       | Nijkerk                           |
|       | Nimègue                           |
|       | Nunspeet                          |
|       | Oldebroek                         |
|       | Oost_Gelre                        |
|       | Oude_IJsselstreek                 |
|       | Overbetuwe                        |
|       | Putten                            |
|       | Renkum                            |
|       | Rheden                            |
|       | Scherpenzeel                      |
|       | Tiel                              |
|       | Voorst                            |
|       | Wageningue                        |
|       | West_Maas_en_Waal                 |
|       | Wijchen                           |
|       | Winterswijk                       |
|       | Zaltbommel                        |
|       | Zevenaar                          |
|       | Zutphen                           |

## Hollande-Méridionale(Zuid-Holland)
| Image | Nom de la commune et blasonnement |
| ----- | --- |
|       | Delft D'argent au pal de sable chargé de vagues d'argent                                                                                   |
|       | Dordrecht De gueules au pal d'argent |
|       | La Haye D'or à la cigogne blanche au naturel, et en bec une anguille de sable Devise : Vrede en Recht (Paix et Justice)                    |
|       | Leyde D'argent à deux clefs de gueules, croisées au sautoir Devise : Haec libertatis ergo (Tout pour la cause de liberté)                  |
|       | Rotterdam De sinople au pal d'argent, au chef d'or quatre lions de gueules et sable Devise : Sterker door strijd (Plus fort dans l'effort) |

## Hollande-Septentrionale(Noord-Holland)
| Image | Nom de la commune et blasonnement |
| ----- | --- |
|       | Amsterdam De gueules au pal cousu de sable chargé de trois flanchis d'argent. Devise : heldhaftig, vastberaden, barmhartig (vaillant, déterminé, charitable). |

## Limbourg(Limburg)
| Image | Nom de la commune et blasonnement                                        |
| ----- | ------------------------------------------------------------------------ |
|       | Limburg                                                                  |
|       | Echt De gueules au sautoir d'argent, douze croisettes recroisetées d'or. |
|       | Horn D'or trois huchets de gueules embouché et virolé d'argent           |
|       | Limbricht De gueules au chevron triple d'or.                             |
|       | Maastricht De gueules a l'etoile d'argent.                               |
|       | Montfort                                                                 |
|       | Roermond                                                                 |
|       | Sittard                                                                  |
|       | Susteren                                                                 |
|       | Weert                                                                    |

## Overijssel(Overijssel)
| Image | Nom de la commune et blasonnement |
| ----- | --------------------------------- |
|       | Almelo                            |
|       | Denekamp                          |
|       | Deventer                          |
|       | Dinkelland                        |
|       | Enschede                          |
|       | Gramsbergen                       |
|       | Haaksbergen                       |
|       | Hardenberg                        |
|       | Hasselt                           |
|       | Hellendoorn                       |
|       | Hengelo                           |
|       | Hof van Twente                    |
|       | Kampen                            |
|       | Oldenzaal                         |
|       | Olst-Wijhe                        |
|       | Ommen                             |
|       | Raalte                            |
|       | Rijssen-Holten                    |
|       | Staphorst                         |
|       | Steenwijkerland                   |
|       | Tubbergen                         |
|       | Twenterand                        |
|       | Vollenhove                        |
|       | Wierden                           |
|       | Zwartewaterland                   |
|       | Zwolle                            |

## Utrecht(Utrecht)
| Image | Nom de la commune et blasonnement |
| ----- | --------------------------------- |
|       | Utrecht Tranché argent et gueules |

## Zélande(Zeeland)
| Image | Nom de la commune et blasonnement |
| ----- | --------------------------------- |
|       | Flessingue                        |
|       | Goes                              |
|       | Middelbourg                       |
|       | Terneuzen                         |
|       | Veere                             |